# Militära grader i Kejsardömet Ryssland

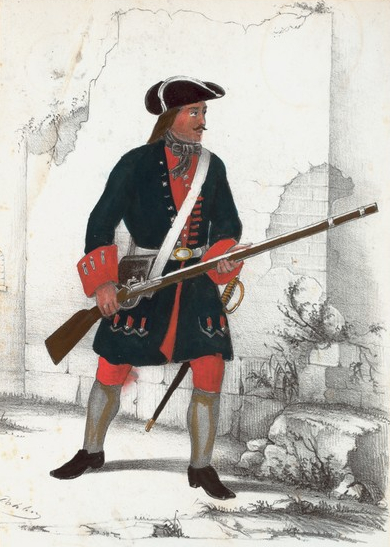
Rysk infanterist 1700-1722.

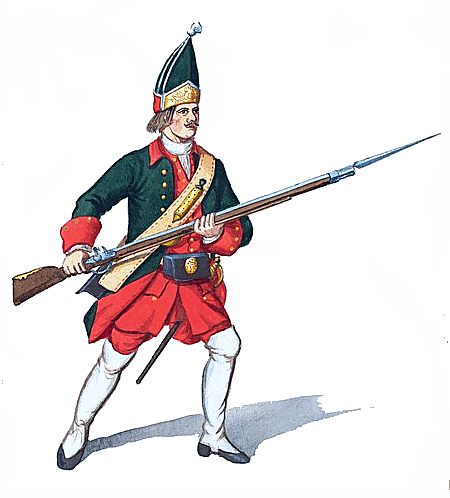
Rysk grenadjär 1732.

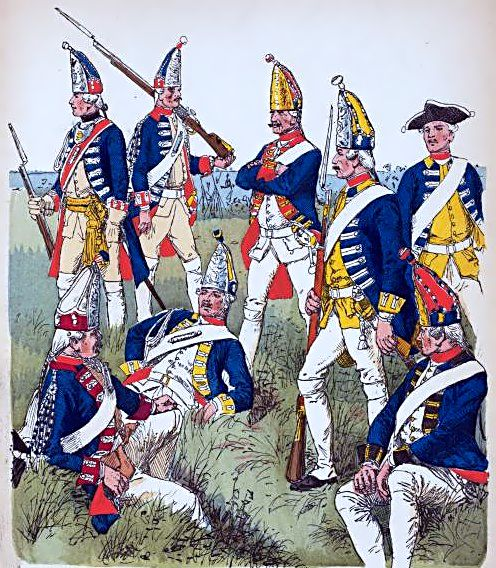
Ryska grenadjär och musketerare 1762.

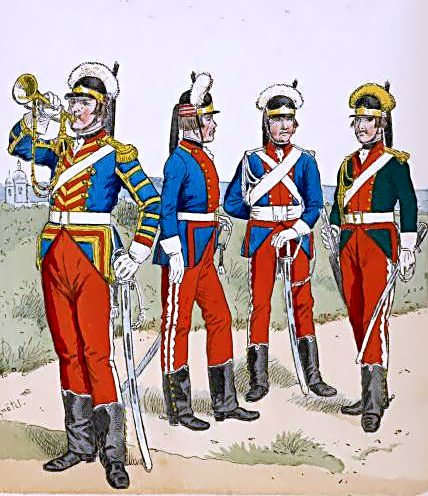
Ryska kavallerister 1786–1796.

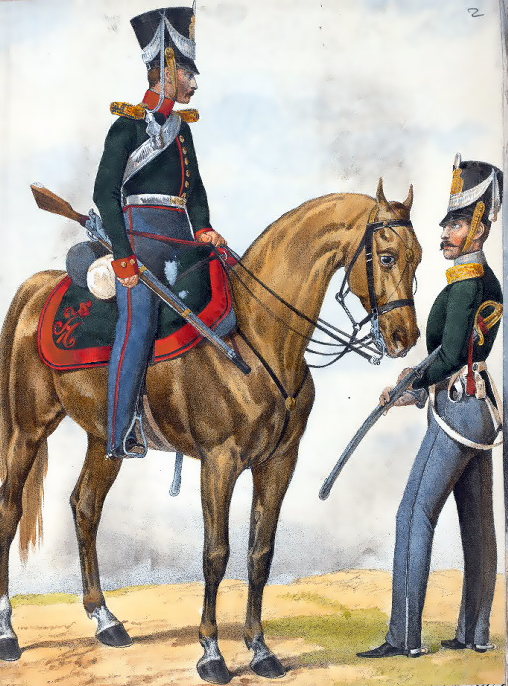
Ryska soldater 1827.

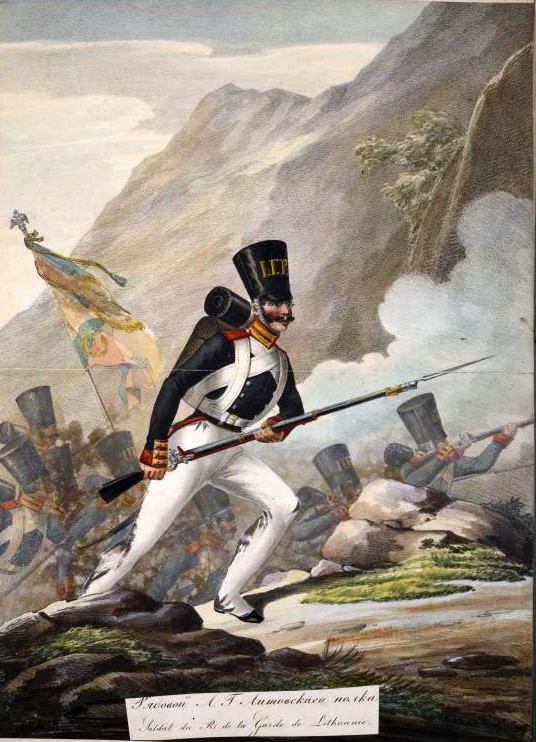
Livgardets litauiska regemente 1830.

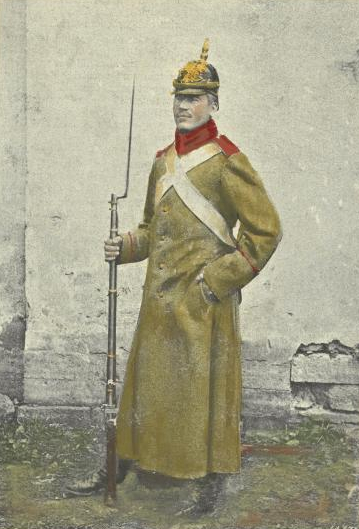
Rysk soldat 1862.

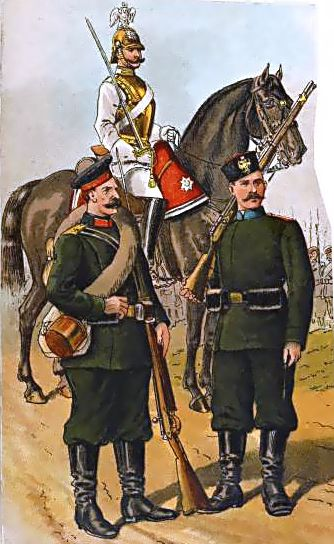
Ryska soldater cirka 1863–1864.

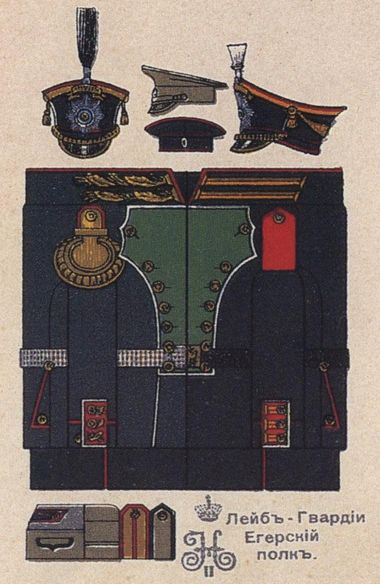
Paraduniform modell 1910 för Livgardets jägarregemente.

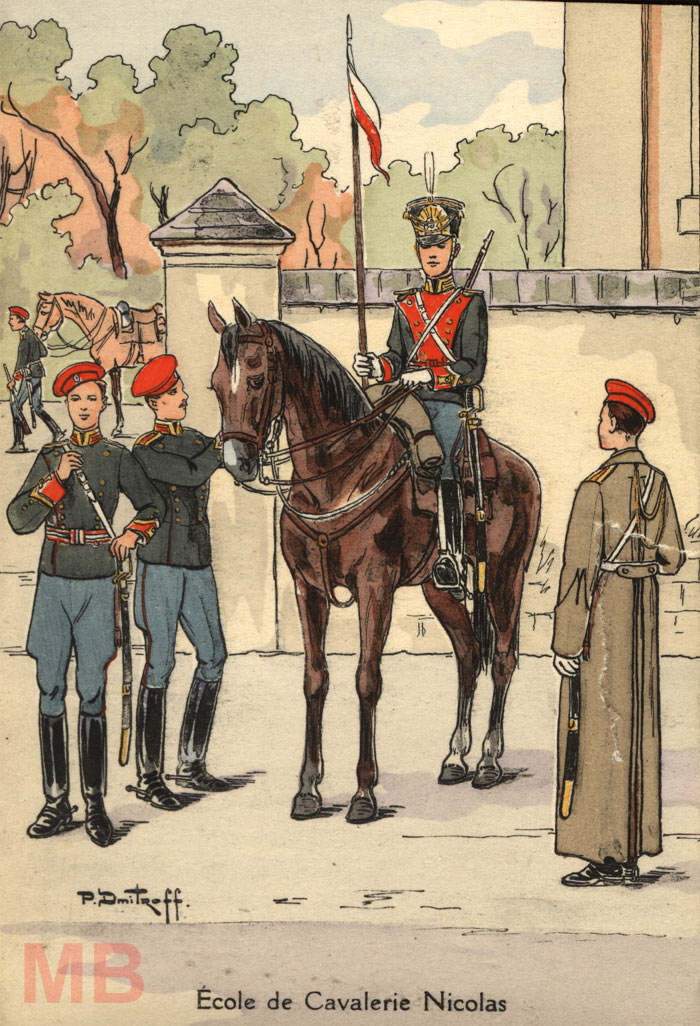
Uniformer för kadetter vid Nikolajevska kavalleriskolan under första världskriget.

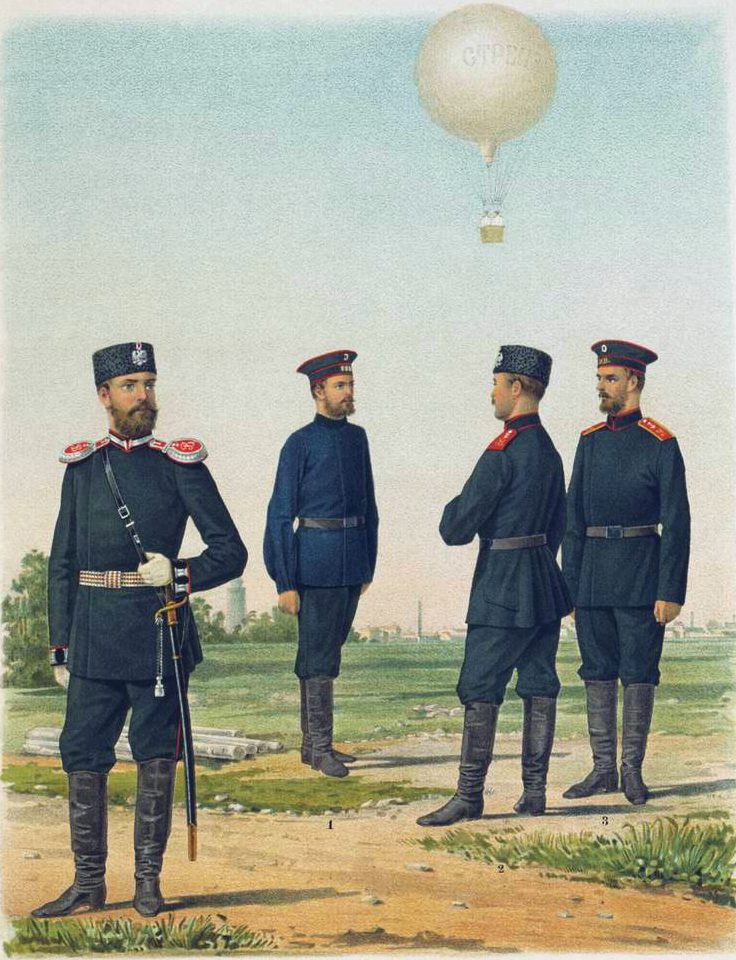
Uniformer vid den aeuronatiska depån 1890.

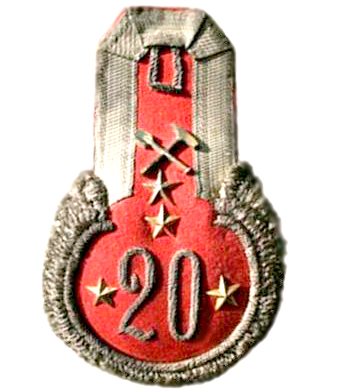
Epålett för stabskapten vid ingenjörskåren 1827.

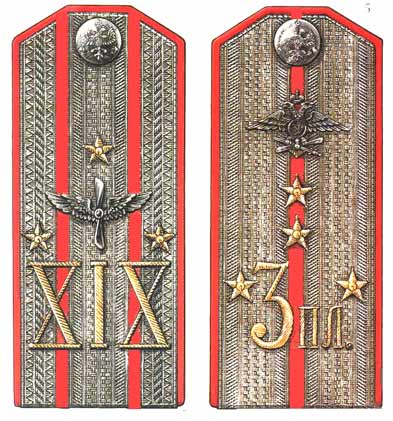
Officersepåletter modell 1909–1917. Till vänster: Överstelöjtnant vid XIX armékårens flygtrupper. Till höger: Stabskapten, fältflygare vid tredje fältflygdivisionen.

Militära grader i Kejsardömet Ryssland visar den hierarkiska ordningen i den ryska armén före den ryska revolutionen.

## Den militära rangtabellen 1722–1884
Som ett resultat av Peter den Stores reformer infördes 1722 en rysk rangordning, den så kallade rangtabellen. Den innehöll en förteckning över de tjänstegrader som innehades av civilförvaltningens, militärens och hovets ämbetsinnehavare. Nedan återges den militära rangtabellen för armén, med de ändringar som genomfördes efter 1722.
| Rangklass | Militär grad |
| --------- | --- |
| I         | - Generalfältmarskalk Генерал-фельдмаршал |
| II        | - General av infanteriet Генерал от инфантерии (till 1763, från 1796) - General av kavalleriet Генерал от кавалерии (till 1763, från 1796) - Generalfälttygmästare vid artilleriet Генерал-фельдцейхмейстер в артиллерии (till 1763) - General-en-chef Генерал-аншеф (1763–1796) - General av artilleriet Генерал от артиллерии (från 1796) - Ingenjörsgeneral Инженер-генерал (från 1796) - Generalplenipotentiariekrigskommissarie Генерал-пленипотенциар-кригс-комиссар (1711–1720)                 |
| III       | - Generallöjtnant Генерал-лейтенант (till 1741, från 1796) - Generallöjtnant Генерал-поручик (1741–1796) - Generalkrigskommissarie Генерал-кригскомиссар по снабжению (till 1868) |
| IV        | - Generalmajor Генерал-майор - Överste vid gardet подполковник гвардии (1748–1798) - General av fortifikationen Генерал от фортификации (1741–1796) - Överstekrigskommissarie Оберd-штер-кригскомиссар по снабжению (till 1868) |
| V         | - Brigadir Бригадир (1722–1796) - Premiärmajor vid gardet премьер-майор гвардии (1748–1798) - Stekrigskommissarie Штер-кригскомиссар по снабжению (till 1868) |
| VI        | - Överste Полковник - Sekundmajor vid gardet секунд-майор гвардии (1748–1798) - Överste vid gardet полковник гвардии (från 1798) - Överkrigskommissarie Обер-кригскомиссар по снабжению (till 1868) |
| VII       | - Överstelöjtnant Подполковник - Vojskovoj starsjiná vid kosackerna (från 1884) - Kapten vid gardet капитан гвардии в пехоте - Ryttmästare vid gardet ротмистр гвардии в кавалерии - Krigskommissarie Кригскомиссар по снабжению (till 1868) |
| VIII      | - Premiärmajor och sekundmajor Премьер-майор и секунд-майор (1731–1798) - Major Майор (1798–1884) - Kapten Капитан (från 1884) - Ryttmästare Ротмистр в кавалерии (från 1884) - Vojskovoj starsjiná vid kosackerna Войсковой старшина у казаков (1796–1884) - Jesaúl vid kosackerna Есаул у казаков (från 1884) - Stabskapten vid gardet штабс-капитан гвардии (från 1798) |
| IX        | - Kapten Капитан в пехоте (17221884) - Stabskapten Штабс-капитан в пехоте (från 1884) - Löjtnant vid gardet Поручик гвардии (från 1730) - Ryttmästare Ротмистр в кавалерии (1798–1884) - Stabsryttmästare Штабс-ротмистр в кавалерии (с 1884) - Jesaúl vid kosackerna (1798–1884) - Podjésaul vid kosackerna Подъесаул у казаков (från 1884) |
| X         | - Kaptenlöjtnant Капитан-поручик в пехоте (1730–1797) - Stabskapten Штабс-капитан в пехоте (1797–1884) - Sekundryttmästare Секунд-ротмистр в кавалерии (till 1797) - Stabsryttmästare Штабс-ротмистр в кавалерии (1797–1884) - Tygvaktare vid artilleriet Цейхвартер в артиллерии (till 1884) - Löjtnant Поручик (från 1884) - Underlöjtnant vid gardet Подпоручик гвардии (från 1730) - Podjésaul vid kosackerna Подъесаул у казаков (till 1884) - Sótnik vid kosackerna Сотник у казаков (från 1884) |
| XI        | - |
| XII       | - Löjtnant Поручик (1730–1884) - Underlöjtnant Подпоручик в пехоте (från 1884) - Kornett vid kavalleriet Корнет в кавалерии (1731–1884) - Fänrik vid gardet Прапорщик гвардии (1730–1884) - Sótnik vid kosackerna (till 1884) - Chorúnsji vid kosackerna Хорунжий у казаков (från 1884) |
| XIII      | - Fänrik Прапорщик в пехоте (från 1884, endast i krigstid) - Sekundlöjtnant vid artilleriet Секунд-поручик в артиллерии (1722–1796) |
| XIV       | - Fänrik Фендрик в пехоте (1722–1730) - Fänrik Прапорщик в пехоте (1730–1884) - Kornett Корнет в кавалерии (till 1884) - Styckjunkare vid artilleriet Штык-юнкер в артиллерии (1722–1796) - Chorúnsji vid kosackerna Хорунжий у казаков (till 1884) |

## Militära grader utanför rangtabellen 1722–1884
Underofficerare och manskap var inte tilldelade rang enligt rangtabellen.

### Militära grader för underofficerare och manskap 1722–1765
| Infanteriet                | Artilleriet                | Kavalleriet                | Kossackhärarna |
| -------------------------- | -------------------------- | -------------------------- | -------------- |
| Manskap                    |                            |                            |                |
| мушкетер (Musketerare)     | канонир (Kanonjär)         | драгун (Dragon)            | -              |
| Underofficerare            |                            |                            |                |
| Капрал (Korpral)           | Капрал (Korpral)           | Капрал (Korpral)           | -              |
| Фурьер (Furir)             | Фурьер (Furir)             | Фурьер (Furir)             | -              |
| Каптенармус (Rustmästare)  | Каптенармус (Rustmästare)  | Каптенармус (Rustmästare)  | -              |
| Подпрапорщик (Underfänrik) | Подпрапорщик (Underfänrik) | Подпрапорщик (Underfänrik) | -              |
| Сержант (Sergeant)         | Сержант (Sergeant)         | Сержант (Sergeant)         | -              |
| Фельдфебель (Fältväbel)    | Фельдфебель (Fältväbel)    | Фельдфебель (Fältväbel)    | -              |

### Militära grader för underofficerare och manskap 1765–1798
| Infanteriet                                | Artilleriet                | Kavalleriet                      | Kossackhärarna |
| ------------------------------------------ | -------------------------- | -------------------------------- | -------------- |
| Manskap                                    |                            |                                  |                |
| мушкетер (Musketerare) гренадер Grenadjär) | канонир (Kanonjär)         | драгун (Dragon)                  | -              |
| Underofficerare                            |                            |                                  |                |
| Капрал (Korpral)                           | Капрал (Korpral)           | Капрал (Korpral)                 | -              |
| Фурьер (Furir)                             | Фурьер (Furir)             | Фурьер (Furir)                   | -              |
| Каптенармус (Rustmästare)                  | Каптенармус (Rustmästare)  | Каптенармус (Rustmästare)        | -              |
| Подпрапорщик (Underfänrik)                 | Подпрапорщик (Underfänrik) | Подпрапорщик (Underfänrik)       | -              |
| Младший сержант (Yngre Sergeant)           | Сержант (Sergeant)         | Младший сержант (Yngre Sergeant) | -              |
| Старший сержант (Äldre sergeant)           | Фельдфебель (Fältväbel)    | Старший сержант (Äldre sergeant) | -              |

### Militära grader för underofficerare och manskap 1798–1800
| Infanteriet                                    | Artilleriet                                    | Kavalleriet                                    | Kossackhärarna |
| ---------------------------------------------- | ---------------------------------------------- | ---------------------------------------------- | -------------- |
| Manskap                                        |                                                |                                                |                |
| Рядовой младшего оклада (Menig med lägre sold) | Рядовой младшего оклада (Menig med lägre sold) | Рядовой младшего оклада (Menig med lägre sold) | -              |
| Рядовой старшего оклада (Menig med högre sold) | Рядовой старшего оклада (Menig med högre sold) | Рядовой старшего оклада (Menig med högre sold) | -              |
| Underofficerare                                |                                                |                                                |                |
| Младший унтер-офицер (Yngre underofficer)      | Фейерверкер (Fyrverkare)                       | Младший унтер-офицер (Yngre underofficer)      | -              |
| Подпрапорщик (Underfänrik)                     | Подпрапорщик (Underfänrik)                     | Подпрапорщик (Underfänrik)                     | -              |
| Портупей-прапорщик (Portepeefänrik)            | Портупей-юнкер (Portepeejunkare)               | Эстандарт-юнкер (Standarjunkare)               | -              |
| Фельдфебель (Fältväbel)                        | Фельдфебель (Fältväbel)                        | Вахмистр (Vaktmästare)                         | -              |

### Militära grader för underofficerare och manskap 1800–1826
| Infanteriet                               | Artilleriet                      | Kavalleriet                               | Kossackhärarna |
| ----------------------------------------- | -------------------------------- | ----------------------------------------- | -------------- |
| Manskap                                   |                                  |                                           |                |
| Рядовой (Menig )                          | Рядовой (Menig )                 | Рядовой (Menig )                          | -              |
| Underofficerare                           |                                  |                                           |                |
| Младший унтер-офицер (Yngre underofficer) | Фейерверкер (Fyrverkare)         | Младший унтер-офицер (Yngre underofficer) | -              |
| Подпрапорщик (Underfänrik)                | Подпрапорщик (Underfänrik)       | Подпрапорщик (Underfänrik)                | -              |
| Портупей-прапорщик (Portepeefänrik)       | Портупей-юнкер (Portepeejunkare) | Эстандарт-юнкер (Standarjunkare)          | -              |
| Фельдфебель (Fältväbel)                   | Фельдфебель (Fältväbel)          | Вахмистр (Vaktmästare)                    | -              |

### Militära grader för underofficerare och manskap 1826–1884
| Infanteriet                                      | Artilleriet                      | Kavalleriet                                      | Kossackhärarna             |
| ------------------------------------------------ | -------------------------------- | ------------------------------------------------ | -------------------------- |
| Manskap                                          |                                  |                                                  |                            |
| Рядовой (Menig )                                 | Рядовой (Menig )                 | Рядовой (Menig )                                 | Казак (Kosack)             |
| Ефрейтор (Gefreiter)                             | -                                | Ефрейтор (Gefreiter)                             | Приказный (Prikásni)       |
| Underofficerare                                  |                                  |                                                  |                            |
| Унтер-офицер (Underofficer)                      | Фейерверкер (Fyrverkare)         | Унтер-офицер (Underofficer)                      | Урядник (Urjádnik)         |
| Отделенный унтер-офицер (Avdelningsunderofficer) | Подпрапорщик (Underfänrik)       | Отделенный унтер-офицер (Avdelningsunderofficer) | -                          |
| Фельдфебель (Fältväbel)                          | Портупей-юнкер (Portepeejunkare) | Фельдфебель (Fältväbel)                          | Вахмистр (Vaktmästare)     |
| Подпрапорщик (Underfänrik)                       | Фельдфебель (Fältväbel)          | Подпрапорщик (Underfänrik)                       | Подхорунжий (Podchorúnsji) |

## Militära grader 1884–1917
| Infanteriet                                    | Artilleriet                                    | Kavalleriet                                   | Kossackhärarna                                | Gradbeteckningar |
| ---------------------------------------------- | ---------------------------------------------- | --------------------------------------------- | --------------------------------------------- | ---------------- |
| Manskap                                        |                                                |                                               |                                               |                  |
| рядовой (Menig)                                | канонир (Kanonjär)                             | рядовой (Menig)                               | казак (Kasák)                                 |                  |
| ефрейтор (Gefreiter)                           | бомбардир (Bombardör)                          | ефрейтор (Gefreiter)                          | приказный (Prikásni)                          |                  |
| Underofficerare                                |                                                |                                               |                                               |                  |
| младший унтер-офицер (Yngre underofficer)      | младший фейерверкер (Yngre fyrverkare)         | младший унтер-офицер (Yngre underofficer)     | младший урядник (Mládsji urjádnik)            |                  |
| старший унтер-офицер/ (Äldre underofficer)     | старший фейерверкер (Äldre fyrverkare)         | старший унтер-офицер (Äldre underofficer)     | старший урядник (Stársji urjádnik)            |                  |
| фельдфебель (Fältväbel)                        | фельдфебель (Fältväbel)                        | вахмистр (Vaktmästare)                        | вахмистр (Vaktmästare)                        |                  |
| подпрапорщик (Underfänrik)                     | подпрапорщик (Underfänrik)                     | -                                             | подхорунжий (Podchorúnsji)                    |                  |
| зауряд-прапорщик (Interims-fänrik)             | зауряд-прапорщик (Interims-fänrik)             | -                                             | -                                             |                  |
| Kompani- och regementsofficerare               |                                                |                                               |                                               |                  |
| прапорщик (Fänrik)                             | прапорщик (Fänrik)                             | -                                             | -                                             |                  |
| подпоручик (Underlöjtnant)                     | подпоручик (Underlöjtnant)                     | корнет (Kornett)                              | хорунжий (Chorúnsji)                          |                  |
| поручик (Löjtnant)                             | поручик (Löjtnant)                             | поручик (Löjtnant)                            | сотник (Sótnik)                               |                  |
| штабс-капитан (Stabskapten)                    | штабс-капитан (Stabskapten)                    | штабс-ротмистр (Stabsryttmästare)             | подъесаул (Podjésaul)                         |                  |
| капитан (Kapten)                               | капитан (Kapten)                               | ротмистр (Ryttmäsate)                         | есаул (Jesaúl)                                |                  |
| подполковник (Överstelöjtnant)                 | подполковник (Överstelöjtnant)                 | подполковник (Överstelöjtnant)                | войсковой старшина (Vojskovoj starsjiná)      |                  |
| полковник (Överste)                            | полковник (Överste)                            | полковник (Överste)                           | полковник (Överste)                           |                  |
| Generalspersoner                               |                                                |                                               |                                               |                  |
| генерал-майор (Generalmajor)                   | генерал-майор (Generalmajor)                   | генерал-майор (Generalmajor)                  | генерал-майор (Generalmajor)                  |                  |
| генерал-лейтенант (Generallöjtnant)            | генерал-лейтенант (Generallöjtnant)            | генерал-лейтенант (Generallöjtnant)           | генерал-лейтенант (Generallöjtnant)           |                  |
| генерал от инфантерии (General av infanteriet) | генерал от артиллерии (General av artilleriet) | генерал от кавалерии (General av kavalleriet) | генерал от кавалерии (General av kavalleriet) |                  |
| генерал-фельдмаршал (Fältmarskalk)             |                                                |                                               |                                               |                  |

## Kejserliga ryska flottan
- Se: Militära grader i Kejserliga ryska flottan